# Barnstable (Massachusetts)
Barnstable es una ciudad ubicada en el condado de Barnstable en el estado estadounidense de Massachusetts. En el Censo de 2010 tenía una población de 45 193 habitantes y una densidad poblacional de 228,56 personas por km².

## Geografía
Barnstable se encuentra ubicada en las coordenadas 41°39′46″N 70°21′26″O / 41.66278, -70.35722. Según la Oficina del Censo de los Estados Unidos, Barnstable tiene una superficie total de 197.73 km², de la cual 154.89 km² corresponden a tierra firme y (21.66%) 42.83 km² es agua.

## Demografía
Según el censo de 2010, había 45 193 personas residiendo en Barnstable. La densidad de población era de 228,56 hab./km². De los 45 193 habitantes, Barnstable estaba compuesto por el 89.3% blancos, el 3.02% eran afroamericanos, el 0.62% eran amerindios, el 1.24% eran asiáticos, el 0.06% eran isleños del Pacífico, el 2.69% eran de otras razas y el 3.06% pertenecían a dos o más razas. Del total de la población el 3.14% eran hispanos o latinos de cualquier raza.